# Georg Steiner (Bergsteiger)
Georg „Irg“ Steiner (* 25. Februar 1888 in Ramsau am Dachstein; † 20. Oktober 1972 in Gosau) war ein österreichischer Bergsteiger. Ihm gelang unter anderem 1909 die Erstbegehung der Dachstein-Südwand.
Sein Vater war der bekannte Bergführer Johann Steiner, dem unter anderem 1879 die Erstbegehung der Bischofsmütze-Nordwand gelungen war. Sein Bruder Franz (1884–1965) war ebenfalls Bergsteiger, dem etwa 15 Erstbegehungen gelangen.

## Karriere
Georg Steiner war einer der bekanntesten Bergführer des Dachsteingebirges und vollendete dort rund 35 Erstbegehungen. Zu seinen Kunden zählte auch der österreichische Bundeskanzler Josef Klaus. Er war auch als Bergretter aktiv und erhielt für seine Einsätze das Grüne Kreuz des Alpenvereins verliehen, eine der höchsten Auszeichnungen für Bergretter in Österreich.
Sein größter Erfolg war die Erstdurchsteigung der über 800 m hohen Dachstein-Südwand mit seinem Bruder Franz am 22. September 1909, wobei Georg die Schwierigkeiten im Vorstieg bewältigte. Diese Unternehmung galt unter den damaligen Verhältnissen aufgrund der mangelhaften Ausrüstung, der Orientierungsmöglichkeiten und Kletterschwierigkeiten als nahezu unmöglich. Selbst zur heutigen Zeit (2015) wird die Schlüsselstelle des Steinerweges noch mit dem Schwierigkeitsgrad „V“ angegeben. Während moderne Fachliteratur eine Durchstiegszeit von durchschnittlich acht Stunden angibt, schafften die Steinerbrüder die Route in nur fünf Stunden. Die auch als „Himmelsleiter der Steiner-Buam“ bekannte Tour zählt zu den bekanntesten und schönsten Felsanstiegen im gesamten Alpenraum.
Georg Steiner verwendete schon in der Dachstein-Südwand einen Mauerhaken zur Selbstabsicherung an der Schlüsselstelle sowie einen etwa zwei Meter langen Holzstock, mit dem ihn sein Bruder an schwierigen Kletterstellen an die Wand drückte. Zudem benutzte er bereits eine hölzerne Version eines späteren Abseilachters.
Zudem gelang ihm die Erstbesteigung des Linzer Turmes (1802 m) 1913, des Mützenmanndls (2411 m) 1919 und des Zwieselturmes (2006 m) 1928.

## Weitere Erstbegehungen (Auswahl)
- Gabelkogel, Nordwestkante
- Bischofsmütze, Südwandtrichter
- Donnerkogel, Südostwand
- Freyaturm, Nordkamine/Ostwand/Nordwestwand
- Dachstein, Oberer Ostgrat
- Dachsteinwarte, Südwand
- Hohes Dirndl, Südschlucht
- Koppenkarstein, Südostwand
- Vordere Türlspitz, Südostwand
- Niederes Hochkesseleck, Oberer Nordwestgrat
- Hohes Kreuz, Südwestwand

## Trivia
Zum 100-jährigen Jubiläum der Erstdurchsteigung der Dachstein-Südwand erschien die Doku Der Dachstein – Klettergeschichte aus Fels und Eis, in der zwei Ramsauer Bergführer den Steinerweg sowohl in Kleidung von 1909 als auch mit moderner Ausrüstung durchkletterten.
Ein 2004 am Koppenkarstein fertiggestellter Klettersteig wurde nach Irg Steiner benannt. Zudem trägt ein quer durch die Dachstein-Südwand laufendes Felsband den Namen Steinerband.